# Пію великий
Пію великий (Synallaxis hypochondriaca) — вид горобцеподібних птахів родини горнерових (Furnariidae). Ендемік Перу. Раніше вважався єдиним представником монотипового роду Великий пію Siptornopsis, однак за результатами молекулярно-генетичного дослідження був переведений до роду Пію (Synallaxis).

## Опис
Довжина птаха становить 17-19 см, вага 23-26 г. Верхня частина тіла коричнева, тім'я тьмяніше, надхвістя світліше. Над очима довгі білі "брови", обличчя і скроні темні. Покривні пера крил коричневі і руді. Нижня частина тіла біла, груди і боки поцятковані вузькими, чіткими, темними смужками. Хвіст довгий, темно-коричневий. Очі карі або червонувато-карі, дзьоб чорний, лапи сизі. Виду не притаманний статевий диморфізм.

## Поширення і екологія
Великі пію мешкають в долині річки Мараньйон на півночі центрального Перу (на півдні Кахамарки, крайньому південному заході Амазонасу, в Ла-Лібертаді та на півночі Анкашу). Вони живуть в сухих чагарникових і кактусових заростях та в сухих тропічних лісах Acacia Bombax і Alnus. Зустрічаються на висоті від 2000 до 3000 м над рівнем моря.

## Поведінка
Великі пію зустрічаються поодинці, парами і невеликими сімейними зграйками. Живляться комахами, яких шукають серед густої рослинноста на висоті 1-2 м над землею. Гнізда великі, зроблені з гілочок, мають кулеподібну форму з бічним входом.

## Збереження
МСОП класифікує стан збереження цього виду як близький до загроливого. За оцінками дослідників, популяція великих пію становить від 6 до 15 тисяч птахів. Їм загрожує знищення природного середовища.